# Alain Ducasse

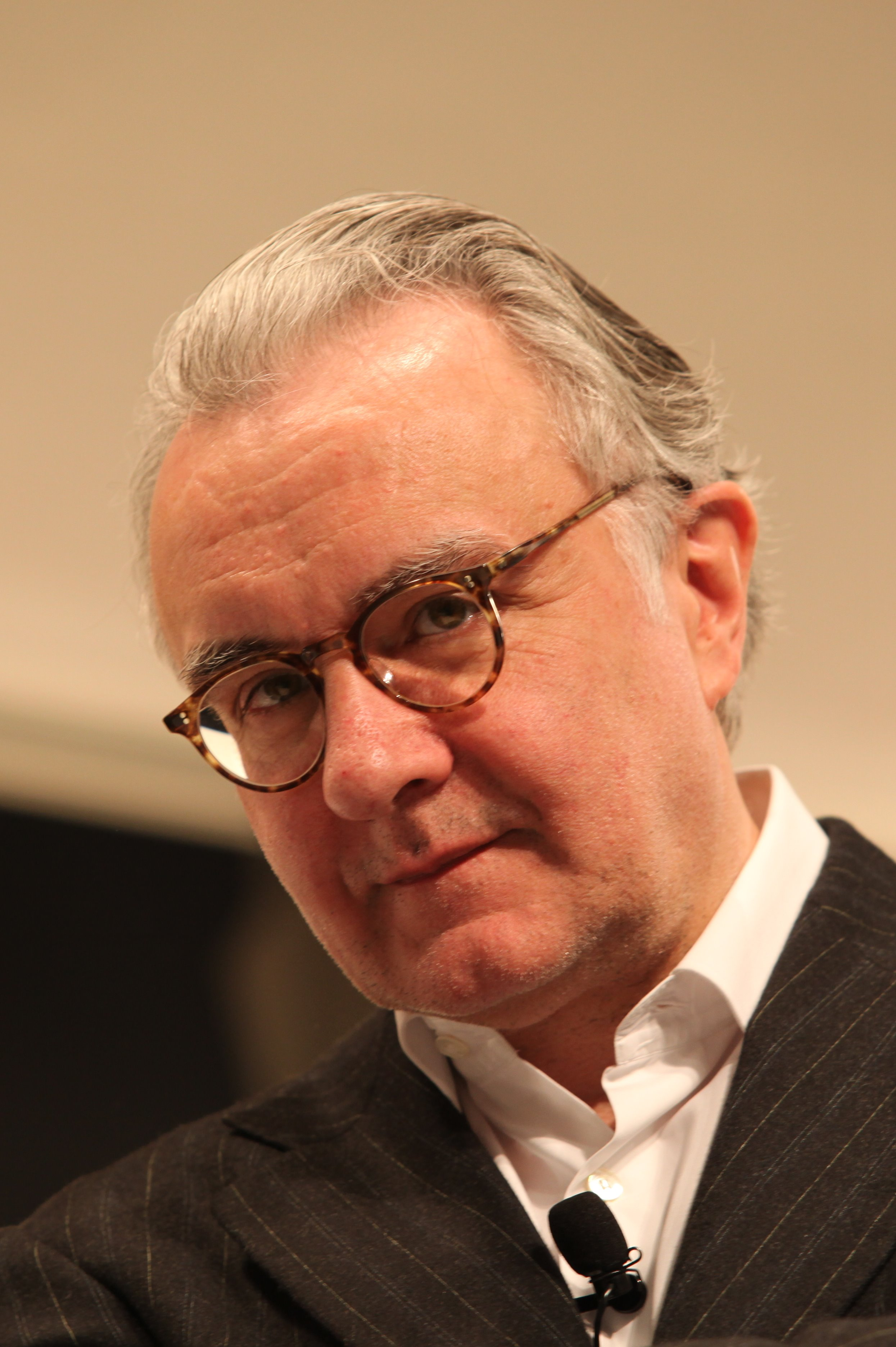
Alain Ducasse

Alain Ducasse (Orthez, Nueva Aquitania; 13 de septiembre de 1956) es un famoso chef y empresario francés. 
Tiene un estilo caracterizado por llegar a cocer los alimentos a muy bajas temperaturas y por lo tanto emplea largos tiempos de cocción, emplea también bolsas de vacío (sous vide) para cocer algunos de los alimentos y utiliza métodos de cocción avanzados. Fue el autor de la gran cena de Gala de la Boda Real de los Príncipes Alberto II y Charlene de Mónaco.

## Biografía
Alain Ducasse nació en 1956 en el suroeste francés. Comenzó a trabajar a los 16 años, obteniendo sus conocimientos de la cocina provenzal y mediterránea y fijándose en Alain Chapel como maestro espiritual.

### Negocios
En 1981, Alain Ducasse se hizo cargo de la cocina de La Terrasse, restaurante del Hotel Juana, en Juan-les-Pins, que obtendría en 1984 dos estrellas en la Guía Roja de Michelin (manual de cabecera para los gourmets). Sin embargo, sería en el Hotel de París de Montecarlo donde adquiriría su prestigio internacional al dirigir Le Louis XV, primer restaurante de un hotel en obtener las tres estrellas Michelin (máxima distinción de la guía).
Y este sería el comienzo de una carrera inigualable: en 1998 se convirtió en el primer chef 'seis estrellas', ya que obtuvo tres estrellas Michelín por su establecimiento Alain Ducasse del Hotel du Parc de París (abierto en 1996) y otras tres para el monegasco Le Louis XV. Sin embargo, estas distinciones no serían más que la punta del iceberg: hoy Ducasse posee el mayor complejo de restaurantes de lujo del mundo, que incluye más de 20 locales en diferentes puntos de Europa, América, Asia y África.
Reanudó o incluso llegó a crear con algunos de sus asociados: 
- La cadena hotelera "Châteaux et Hôtels de France" especializada en los hoteles de encanto.
- cinco hoteles a los que puso nombre propio
- veinte restaurantes de muy alta gama alrededor del mundo (restaurante "Plaza Athénée" en París, restaurante "Adour Alain Ducasse at The St. Regis New York" en Nueva York, restaurante "Le Louis XV" en Mónaco, tres de ellos recogen tres estrellas de la Guía Michelin;
- un centro de formación;
- una escuela de cocina;
- y últimamente un 20% de la sociedad de cartera Vega Finance.

### Empresario
El volumen de negocios generados por sus actividades económicas habría ascendido a 44 millones de euros en 2005 y llegaría a dar empleo a más de 1200 colaboradores. Es el único francés en formar parte de la clasificación de las cien personalidades más influyentes según Forbes.

### Libros de Alain Ducasse
- "Le Grand Livre de Cuisine" - éd. Les Editions d'Alain Ducasse - 1080 pages
- "Le Grand Livre de Cuisine Méditerrannée", 1080 pages
- "Spoon Cook Book" - 456 pages
- "Le Grand Livre de Cuisine, Bistrots, Brasseries et Restaurants de tradition" - éd. Les Editions d'Alain Ducasse - 746 pages
- "Le Grand Livre de Cuisine, Desserts et Pâtisseries" - éd. Les Editions d'Alain Ducasse - 583 pages
- "La Riviera d'Alain Ducasse" - éd. Albin Michel, 1992 - 295 pages
- "Dictionnaire Amoureux de la Cuisine" - éd. Plon - 570 pages, ISBN 2-259-19713-2,

### Libros sobre su cocina
- Paul Lewis, Alain Ducasse: histoire d'un succès mondial. – París: Saint-Honoré média, 2005. – 158 p., 22 cm – ISBN 2-9522228-1-9.

- Datos: Q187901
- Multimedia: Alain Ducasse / Q187901